# Кан Мин Су
Кан Мин Су (кор. 강민수?, 姜敏壽?; 14 февраля 1986, Коян, Южная Корея) — южнокорейский футболист, центральный защитник. В 2007—2014 годах выступал за сборную Южной Кореи.

## Биография

### Клубная карьера
Свою профессиональную карьеру Кан Мин Су начал в клубе «Чоннам Дрэгонз», за который он отыграл 3 сезона. Начиная с 2008 года Кан сменил несколько южнокорейских клубов, задерживаясь в каждом из них не более чем на один сезон. В настоящий момент он является игроком клуба «Ульсан Хёндэ».

### Карьера в сборной
В национальной сборной Кан Мин Су дебютировал 2 июня 2007 года в матче со сборной Нидерландов, на сегодняшний день Кан провёл в составе сборной 32 матча. В составе сборной Южной Кореи Кан участвовал в Кубке Азии-2007, Олимпиаде-2008 и чемпионате мира-2010.